# اکالکات
اکالکات (به انگلیسی: Akkalkot) یک منطقهٔ مسکونی در هند است که در مهاراشترا واقع شده‌است.

## خصوصیات
اکالکات ۳۸٬۲۱۸ نفر جمعیت دارد.